# Sannar (Sudan)

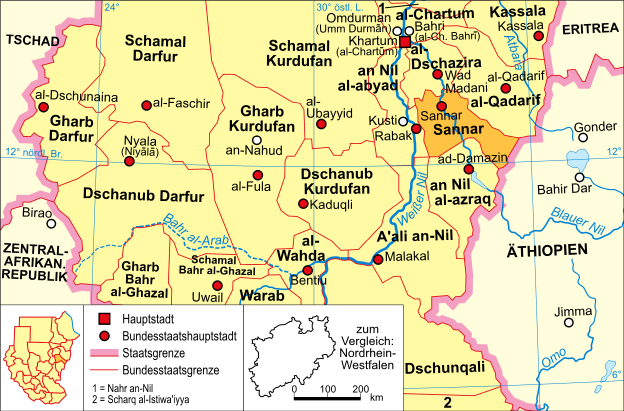
Sannar im Bundesstaat Sannar

Sannar, arabisch سنار Sannār; auch Sennar oder Sinnar; ist die Hauptstadt des gleichnamigen sudanesischen Bundesstaates Sannar. Von 1504/5 bis 1821 war Sannar die Hauptstadt des Sultanats von Sannar (Reich der Funji).

## Lage
Sannar liegt im Südosten des Sudan, rund 280 Kilometer südlich von Khartum am westlichen Ufer des Blauen Nil, der sich bei der Stadt durch den Sannar-Damm zu einem See aufstaut. Die nächsten Städte sind Kusti, etwa 100 Kilometer südwestlich und Wad Madani ebenso weit nördlich. Von der Abzweigung der Schnellstraße zwischen den beiden Städten liegt das moderne Sannar etwa sieben Kilometer südlich.
In der Nähe liegt der Sannar-Damm, der die Bewässerung der Dschazira-Ebene ermöglicht. Die Stadt liegt an der Eisenbahnlinie zwischen Khartum im Norden und al-Ubayyid im Westen.
Die kaum noch vorhandenen Reste der alten Funji-Hauptstadt befinden sich direkt am Nilufer östlich der Abzweigung. Eine von Nomaden Ende der 1970er Jahre gegründete Siedlung breitet sich an der Stelle des mittelalterlichen Ortes aus.

## Bevölkerung
Für Sannar werden 134.883 Einwohner (Berechnung 2010) angegeben.
Bevölkerungsentwicklung:
| Jahr              | Einwohner |
| ----------------- | --------- |
| 1973 (Zensus)     | 28.546    |
| 1983 (Zensus)     | 42.803    |
| 1993 (Zensus)     | 72.187    |
| 2010 (Berechnung) | 134.883   |

## Geschichte
Die Stadt ist nach späteren Quellen 1504 gegründet worden und war bis zum Jahre 1821 die Hauptstadt des unabhängigen Sultanats der Funji. Danach wurde der Ort verlassen. Nach einem Bericht des Reisenden Jacques Poncet soll Sannar um 1700 etwa 100.000 Einwohner gehabt haben.
In der weitläufigen Stadt gab es mehrere Wohnquartiere, die um den großen Markt am Nilufer verstreut lagen. O. G. S. Crawford fand 1950 die Ruinenstätte wesentlich stärker zerstört als bei seinen ersten Besuch 1913. Ali Osman beschrieb 1982, dass mehrere Kanäle, die das Regenwasser abführen sollten, sich zu breiten Wadis ausgedehnt hatten, die bis zu einer Tiefe von drei bis fünf Meter das Gelände durchzogen.
Die Hauptgebäude waren ein Palast, eine Moschee, Marktplätze und Friedhöfe. 1910 wurden noch die gut erhaltenen Reste einer kleinen Moschee fotografiert. Sie lag knapp 300 Meter südlich des großen Marktplatzes in der Mitte des Palastareals und hatte einen reich gestalteten Eingang, ein Mihrāb und Säulen aus gebrannten Ziegeln. Die Lage weist darauf hin, dass der Islam zur damaligen Zeit bereits die offizielle Religion gewesen sein muss. Das Gebäude wurde um 1980 von Ali Osman nochmals untersucht, der aber kaum noch Reste fand. Die Moschee dürfte etwa 10 × 15 Meter groß gewesen sein und für maximal 100 Gläubige Platz geboten haben. Dies scheint zu klein für eine Freitagsmoschee in der Stadt von solch einer Bedeutung. Die typische Größe moderner Moscheen im Sudan beträgt etwa 15 × 15 Meter.
Es gab drei Marktplätze, einer davon war ein Sklavenmarkt. Der Hauptpalast der Funj-Herrscher soll in der Mitte des 17. Jahrhunderts von Baadi II. (regierte 1645–1681) errichtet worden sein. Nach einer Beschreibung hatte er einen fünfstöckigen Turm mit einer Ratshalle und war von einer Mauer mit neun Toren umgeben. Anderen Berichten zufolge war das Gebäude aber alles andere als beeindruckend und soll eher einen chaotischen Eindruck gemacht haben.
Nordwestlich der ehemaligen Stadt liegt der Friedhof der Fugara (Plural von Faki, einfache Islamgelehrte, heilige Männer). Die hier begrabenen muslimischen Gelehrten sind der örtlichen Bevölkerung noch namentlich bekannt und genießen großes Ansehen. Die Gräber werden gelegentlich aufgesucht, um Baraka (Segenskraft) zu erlangen. Im Gegensatz dazu sind die Namen der berühmten Funji-Herrscher ebenso wie ihre Begräbnisorte in Vergessenheit geraten.
Am 13. Juni 1821 wurde die Stadt durch ägyptische Truppen erobert, die sie allerdings völlig in Auflösung befindlich vorfanden. Am 22. Oktober trafen hier Ibrahim Pascha und sein Bruder Ismael zusammen die im Auftrag ihres Vaters Muhammad Ali Pascha die Eroberung Sudans gemeinsam fortsetzen sollten. Danach versank die Stadt völlig in der Bedeutungslosigkeit. Der Palast wurde schon nach der ägyptischen Eroberung der Stadt im Jahr 1821 eingerissen und wurde 1833 als Ruine beschrieben. Bei einer Untersuchung des Geländes im Jahr 1982 konnten nur noch Grundmauern festgestellt werden.
Mitte des 19. Jahrhunderts muss die Stadt heruntergekommen gewesen sein; so erzählten ägyptische Soldaten dem Afrikareisenden Ferdinand Werne, die Stadt heiße Sinn el-Harr, also „heißes Maul“, welchem Alkohol in Form von Merisa zugeführt werden müsse. 1885 ließ Kalif Abdallahi ibn Muhammad die Stadt zerstören.
Für das Jahr 2017 hat die ISESCO Sannar gemeinsam mit Jordaniens Hauptstadt Amman zur Hauptstadt der Islamischen Kultur der arabischen Region ernannt.